# Desaparición de Rebecca Coriam

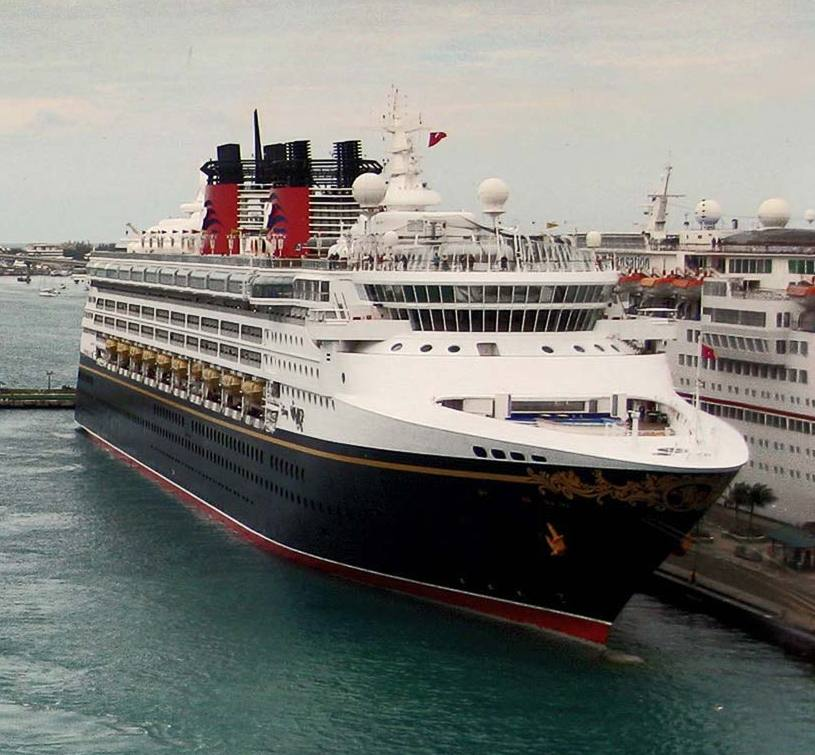
El crucero Disney Wonder atracado en 2008 en el puerto de Nassau (Bahamas).

Rebecca Coriam (Chester, 11 de marzo de 1987) era una joven británica de 24 años que formaba parte de la tripulación del crucero temático Disney Wonder. En la mañana del 22 de marzo de 2011, fue captada por las cámaras de vigilancia de circuito cerrado del barco manteniendo una conversación telefónica que parecía le estaba afectando emocionalmente. Varias horas después, cuando debía comenzar su turno de trabajo, no se presentó al lugar que debía. Tras ser buscada en el barco, ningún trabajador pudo localizarla.  Su desaparición fue el primer incidente de este tipo en la historia de Disney Cruise Line.
El caso ha continuado en la actualidad bajo investigación, y el origen de la llamada telefónica que mantuvo, última acción conocida de Rebecca, no pudo determinarse. Sus padres criticaron a la compañía, y a la matriz de Disney, por el desarrollo de la investigación, creyendo que la compañía sabía más de lo que dijo, estando más interesada en evitar la publicidad desfavorable que cooperar con los investigadores. Su familia resolvió una demanda contra Disney fuera de los tribunales en 2016.

## Primeros años
Natural de la ciudad de Chester, en Inglaterra, en su juventud trabajó en el zoológico de Chester. Se unió a los cadetes del ejército británico en su adolescencia y asistió a la Universidad de Plymouth, donde estudió Ciencias del Deporte. Más tarde obtuvo un puesto de voluntaria del personal dentro de los cadetes y participó en algunos eventos al aire libre. Tomó estudios adicionales en la Universidad Liverpool Hope y luego pasó cuatro meses enseñando deportes en Camp America, en el estado estadounidense de Maine.
En junio de 2010 se marchó a Londres para entrevistarse para los puestos de Disney Cruise. Después de ser contratada, se trasladó al parque temático de Disneylandia en Orlando (Florida) para continuar trabajando y afianzándose en la empresa. Tras cuatro meses en los cruceros de la empresa, regresó por dos meses al Reino Unido. Posteriormente volvió a una incursión naval, visitando todos los puertos en los que hacía escala, entre ellos la Riviera Maya y Panamá. Regresó a Chester durante dos semanas tras pedir un permiso especial para asistir al funeral de su abuelo. Fue la última vez que su familia la vio en persona.

## Desaparición
Coriam regresó a Wonder Disney para continuar sus tareas como animadora y trabajadora en el crucero. Mantenía constantes encuentros virtuales, a través de Facebook y Skype, con su familia. Seis semanas después, el 21 de marzo de 2011, el día en que el barco partió de Los Ángeles, envió lo que sería su último mensaje a sus padres a través de Facebook, diciendo que llamaría al día siguiente. Su madre se preocupó cuando, después de enviarle un mensaje, pasaron doce horas sin contestación.
A las 9 de la mañana, hora del Pacífico, esa mañana en el Wonder Disney, frente a la costa de México con destino a Puerto Vallarta y Cabo San Lucas, Rebecca se había perdido el inicio de su turno de trabajo. No se encontraba en la habitación ni en ningún otro lugar del barco, y no respondió a las atenciones que le hicieron por megafonía y los canales internos de la tripulación. Una revisión de las imágenes de circuito interno consiguió encontrarla manteniendo una conversación telefónica a las 5:45 horas de la mañana. Una cuenta temprana no verificada, supuestamente de otro miembro de la tripulación, afirmó que se había ido por la borda a las 3 de la mañana, casi tres horas antes de dicho visionado.
En el video, Coriam está hablando por uno de los teléfonos internos de la nave en un área de la tripulación. Parecía angustiada. Un joven se acerca a ella y parece preguntarle si todo va bien. Se puede leer claramente que su boca dice "Sí, está bien" ("Yeah, fine"), después de lo cual cuelga. Luego se aleja, se echa el pelo hacia atrás y mete las manos en los bolsillos traseros, gestos que sus padres dicen que son comunes para ella. No ha habido constancia de su presencia en ningún lado desde entonces.

## Investigación
La tripulación inició una búsqueda exhaustiva de Rebecca en el barco. Navíos de la Guardia Costera de Estados Unidos y de la Armada de México rastrearon aguas internacionales tratando de localizarla en la ruta que llevaba el Wonder Disney, por si se pudiera haber caído por la borda. Dado que el Wonder Disney estaba registrado en las islas Bahamas, un detective de la Royal Police Police Force (RBPF) voló al barco para investigar una vez que regresó a Los Ángeles, tres días después de la desaparición. Según los informes, realizó "varios días de investigaciones a bordo".
Mike y Annmaria Coriam, los padres de Rebecca, fueron trasladados en avión desde Inglaterra para seguir de cerca el transcurso de la investigación. El detective al cargo les comentó que había entrevistado solo a unos pocos miembros de la tripulación y a ninguno de los pasajeros. Los Coriam afirmaron que Disney los mantuvo en un automóvil con ventanas oscurecidas y los llevó a bordo a través de una entrada lateral poco usada después de que todos los pasajeros habían desembarcado. El capitán del navío le dio sus condolencias y expresó su teoría de que Rebecca había sido arrastrada por la borda por una ola mientras estaba en la piscina de la tripulación, una teoría que los Coriam dudaban debido a las altas paredes a su alrededor. Después de eso, los llevaron a una reunión con los ejecutivos de Disney y la mujer con la que Rebecca había estado hablando por teléfono.
El día antes del primer aniversario de su desaparición, su padre recibió un correo electrónico de una mujer que afirmaba que había visto a Rebecca con un hombre de cabello oscuro en las calles de Venecia el agosto anterior. La mujer dijo que estaba "85% segura" de que era Rebecca, y que al ver el sitio web de la familia había despertado su memoria ese recuerdo. "Era solo un correo electrónico pero parecía legítimo", dijo su tío. "Fue muy molesto para todos pensar que ella podría estar en algún lugar después de todo este tiempo". Se preguntó cómo podría haber llegado allí sin su pasaporte, que había estado entre las pertenencias que sus padres habían recuperado de sus habitaciones.

### Artículo deThe Guardian

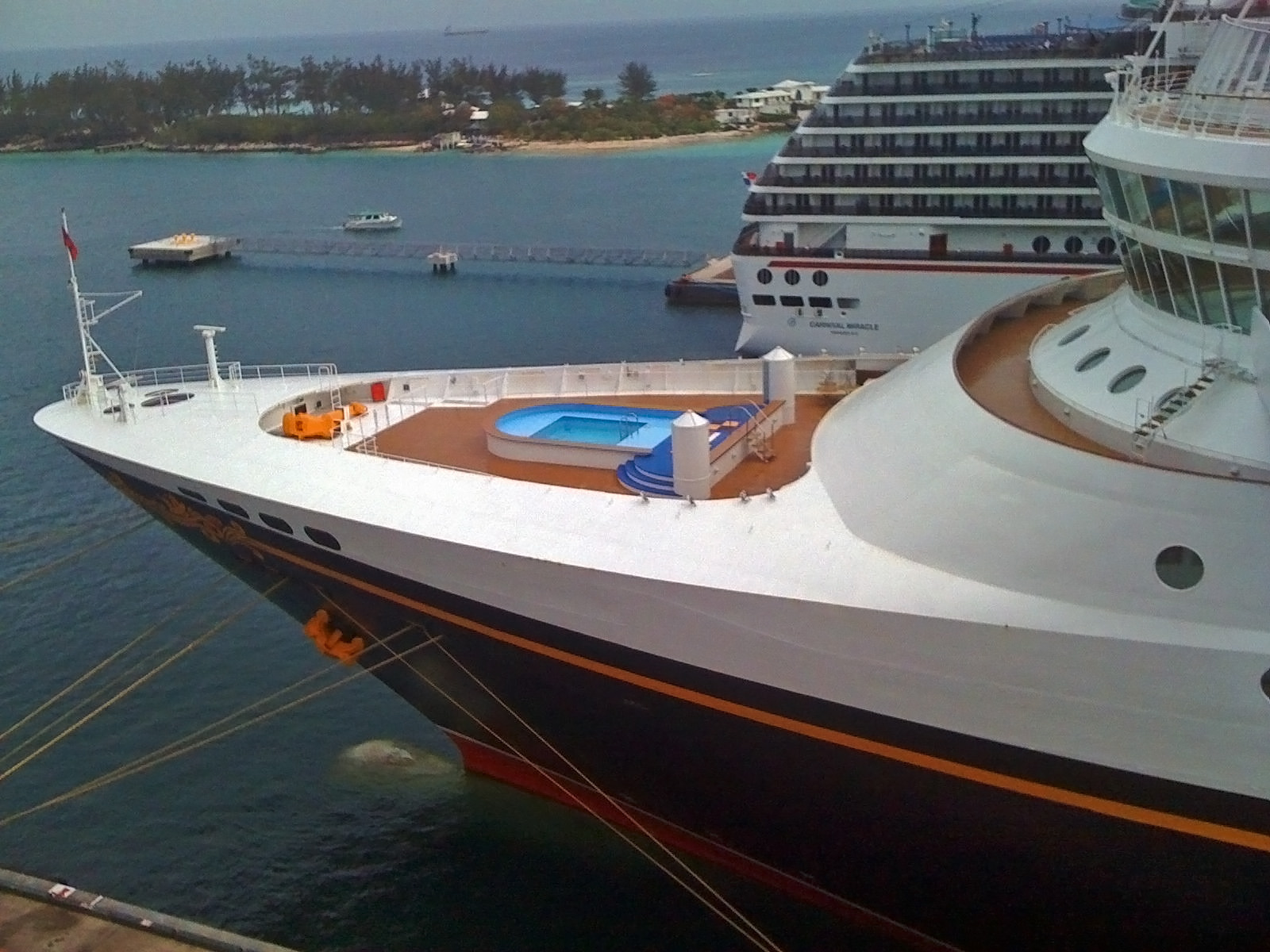
La sección delantera del crucero Wonder Disney en la que se ubica la piscina en la que varios miembros del barco afirmaron que Rebecca se fue por la borda.

En octubre de 2011, el periodista galés Jon Ronson, con permiso de los Coriam y bajo el paraguas de su periódico, The Guardian, ingresó en el Wonder Disney como turista para hacer pesquisas a bordo sobre lo que le había pasado a Rebecca Coriam. Varios miembros de la tripulación, ninguno de los cuales quería que se usaran sus nombres, que habían estado en el barco en el momento de la desaparición de Rebecca, le hablaron. Sugirieron que se sabía más sobre su destino de lo que Disney o la policía de Bahamas habían admitido públicamente.
Muchos fueron circunspectos. "No sucedió", le dijo un barman a Ronson. "Sabes que esa es la respuesta que tengo que dar". Después de recorrer las áreas del barco abiertas a los pasajeros, decidió que Coriam probablemente se había resbalado y caído al mar estando en la cubierta 4. Las barandillas allí eran lo suficientemente bajas como para que ocurriera ese accidente. Sin embargo, la pista estaba bien cubierta por cámaras de seguridad puestas en la zona, si bien discretas para no ser descubiertas.
Compartió esta teoría con un trabajador de cubierta, quien le dijo que estaba equivocado. Según él, Coriam se había ido por la borda desde la piscina de la tripulación en la cubierta 5. "Estaba en el barco ese día", dijo el hombre. "Todo el mundo sabe". Citó unas zapatillas flip flop encontradas en el área como prueba. Después de que el periodista regresara a puerto, "Melissa", una mujer que había contactado con los padres de Rebecca, le dijo que el día después a su desaparición, la compañía había colocado flores en la pared cerca de la piscina. "¿Por qué los estamos poniendo allí? Nada estaba claro", añadió.
Cuando echó un vistazo al grupo de la tripulación, visible desde la parte delantera de la cubierta 10, dudó de estas afirmaciones. Alrededor de las barandas de la piscina había un muro de acero lo suficientemente alto como para bloquear completamente cualquier vista (otro miembro de la tripulación le había dicho que era un lugar popular para ir cuando no trabajaba, ya que sus cabañas eran muy pequeñas y era un lugar donde se reunían en pequeños grupos los miembros de la tripulación). También había cámaras de seguridad notablemente montadas. Aunque permitió que pudieran haber sido colocados desde el incidente, Ronson no vio cómo alguien podría haber saltado o caído desde allí.
Pero todos los miembros de la tripulación que hablaron con él insistieron en que Coriam se había ido por la borda. "Disney sabe exactamente lo que pasó", dijo uno. "Todo aquí está grabado. Hay cámaras por todas partes. Disney tiene la cinta". Cerca del final de un viaje, otro miembro de la tripulación que lo buscó explicó con más detalle que a pesar de que las paredes alrededor de la piscina eran altas, el mar se encontraba picado en ese momento y podría haber sido arrojada del barco, especialmente si la cubierta y las paredes estaban resbaladizas.

## Teorías
Dado que Rebecca no fue encontrada en el barco a pesar de la búsqueda exhaustiva que se llevó a cabo, los investigadores concluyeron que se fue por la borda, posiblemente como resultado de una ola. Los Coriam y su abogado expusieron que nunca recibieron una copia del informe final, como lo prometió la policía de Bahamas. Los detectives británicos que lo recibieron rechazaron repetidas solicitudes de la Ley de Libertad de Información para obtener una copia alegando que contiene información personal restringida.
Un miembro de la tripulación le dijo a Ronson que la llamada fue grabada. Otras personas creyeron que el remitente de la llamada era su pareja romántica. "Se encontraba en una relación, tenían problemas... y eso la estaba molestando [...] Fue una relación muy, muy intensa. Fue genial y luego fue horrible ... No puedo pensar en ninguna otra razón por la que ella se hubiera molestado y deambulando sola a esas horas [6 de la mañana]". Sin embargo, ella dijo que Coriam estaba hablando por teléfono no con la pareja sino con un amigo en común.
En el aniversario de la desaparición de Rebecca, sus padres dijeron al medio Liverpool Echo que escucharon los nombres de una mujer joven y un hombre mayor en el barco mencionados como posiblemente involucrados en un triángulo amoroso con ella y les pidió que se presentaran. También revelaron que habían escuchado que Disney había enviado algunas imágenes adicionales al FBI para su mejora, pero no pudieron decir qué podría contener esa grabación.
"Melissa", que había visto a Coriam por última vez a las 23 horas la noche anterior, dijo a Ronson que creía que había salido de la piscina de la tripulación, uno de sus lugares favoritos en el barco, para estar sola y relajarse un rato. Mientras estuvo allí, podría haber subido y sentado en la pared, y luego haberse caído. Sin embargo, "Melissa" rechazó la sugerencia de que las zapatillas supuestamente encontradas cerca de la piscina, que estaban incluidas entre las pertenencias devueltas a los padres de Coriam, hubieran sido las suyas. Les parecían demasiado pequeñas, y no pudieron encontrar a nadie en el barco que la hubiera visto usarlas. En 2016, investigadores privados que trabajaban para la familia dijeron que habían establecido de manera concluyente que el calzado no pertenecía a la hija de la pareja. Observaron que no solo no tenían el estilo que ella usaría, sino que las chanclas tenían escrito el nombre y el número de cabina de otro miembro de la tripulación. Dicha afirmación chocó nuevamente contra los Coriam, que volvían a tener indicios de que las afirmaciones que la empresa Disney les había dado sobre su hija no eran las correctas.

## Críticas a la investigación
Ronson informó que en el momento en que se publicó su artículo, los Coriam no habían recibido más actualizaciones de Disney sobre el progreso de la investigación. A los padres de Rebecca se le unieron las críticas a la investigación funcionarios y amigos de la joven desaparecida. Los críticos a la investigación oficial sostuvieron que Disney, como otros tantos operadores de cruceros, estaba más interesado en evitar una publicidad negativa en base a este incidente.
Mike Penning, secretario de Estado en el Ministerio de Transportes británico, anunció que la Marine Accident Investigation Branch iniciaría la investigación de todas las muertes y desapariciones de ciudadanos británicos de embarcaciones en cualquier parte del mundo, en paralelo con una legislación similar firmada por el presidente de los Estados Unidos, Barack Obama, que otorgó al FBI dicha autoridad. Penning también criticó a Disney, diciendo que la compañía estaba "más interesada en devolver el barco al mar que en investigar el caso del miembro desaparecido de su tripulación".